# Kőnig-egyenlőtlenség
A Kőnig-egyenlőtlenség a halmazelmélet egyik tétele, amely Kőnig Gyula matematikustól származik. A tétel szerint ha a kiválasztási axióma igaz, {\displaystyle I} tetszőleges indexhalmaz, {\displaystyle m_{i}} és {\displaystyle n_{i}} számosságok minden {\displaystyle i\in I} értékre, amire {\displaystyle m_{i}<n_{i}\!} teljesül minden {\displaystyle i\in I} esetén, akkor
{\displaystyle \sum _{i\in I}m_{i}<\prod _{i\in I}n_{i}.}
ahol a bal oldalon az {\displaystyle m_{i}} számosságok összege, a jobb oldalon az {\displaystyle n_{i}} számosságok szorzata áll.
E tétel következménye, hogy {\displaystyle \kappa ^{{\mathrm {c} f}(\kappa )}>\kappa } teljesül minden végtelen {\displaystyle } számosságra. Innen {\displaystyle {\mathrm {c} f}(\lambda ^{\kappa })>\kappa } adódik minden {\displaystyle \kappa \geq \aleph _{0}}, {\displaystyle \lambda \geq 2} számosságra, speciálisan {\displaystyle {\mathrm {c} f}(2^{\kappa })>\kappa }.

## Bizonyítása
Legyen {\displaystyle \langle X_{i}\mid i\in I\rangle }, {\displaystyle \langle Y_{i}\mid i\in I\rangle } két, páronként diszjunkt halmazok sorozata, amire {\displaystyle \vert X_{i}\vert =\kappa _{i}<\lambda _{i}=\vert Y_{i}\vert }.
Elég belátni, hogy van egy injektív, de nem bijektív {\displaystyle \Phi :\bigcup _{i\in I}X_{i}\to \{f:I\to \cup _{i\in I}Y_{i}\mid \forall i\in If(i)\in Y_{i}\}}
Legyen {\displaystyle \alpha _{i}} elem {\displaystyle Y_{i}\setminus X_{i}}-ből {\displaystyle i\in I}-re. Legyen továbbá {\displaystyle x\in \bigcup _{i\in I}X_{i}}. Ekkor egyértelműen van egy {\displaystyle j\in I}, hogy {\displaystyle x\in X_{j}}. Legyen {\displaystyle f:=\Phi (x)} az a függvény, amire {\displaystyle f(i)={\begin{cases}x,&i=j\\\alpha _{i},&i\neq j\end{cases}}}.
Ekkor {\displaystyle \Phi } injektív.
Adva legyen most egy {\displaystyle \Phi }, és definiáljuk {\displaystyle f(i)}-t minden {\displaystyle i\in I}-re {\displaystyle Y_{i}\setminus \{\Phi (x)(i)\vert x\in X_{i}\}} elemeként. Ekkor {\displaystyle f} az {\displaystyle i} helyen különbözik {\displaystyle \Phi } {\displaystyle X_{i}}-beli képétől. Mivel ez minden {\displaystyle i\in I}-re teljesül, {\displaystyle \Phi } nem szürjektív, és így nem bijektív.

### Fordítás
Ez a szócikk részben vagy egészben  a   Satz von König (Mengenlehre) című német Wikipédia-szócikk fordításán alapul.  Az eredeti cikk szerkesztőit annak laptörténete sorolja fel. Ez a jelzés csupán a megfogalmazás eredetét és a szerzői jogokat jelzi, nem szolgál a cikkben szereplő információk forrásmegjelöléseként.